# Hovamyia jacentia
Hovamyia jacentia är en tvåvingeart som beskrevs av Alexander 1951. Hovamyia jacentia ingår i släktet Hovamyia och familjen småharkrankar.
Artens utbredningsområde är Madagaskar. Inga underarter finns listade i Catalogue of Life.